# 종계변무
종계변무(宗系辨誣)는 중국 명나라의 백과사전 대명회전에 조선 태조 이성계가 이인임의 아들로 된 것을 조선 조정 차원에서 수정하려 했던 일이다. 대명회전은 명나라의 국가에서 편찬하였고 중간중간 개정되고 새 황제 즉위시마다 새로 간행되었다. 명나라에서는 수정요청에 소극적이었고 선조 때에야 역관 홍순언의 의협심에 감명받은 명나라 예부상서 석성의 적극적인 건의로 수정된다. 선조는 이때 마지막 종계변무 사절 관련자들만을 정국공신과 정국원종공신으로 책록하였다.

## 같이 보기
- 광국공신
- 대명회전
- 홍순언